# Governo della Legge
Governo della Legge (Օրինաց երկիր, Orinants Erkir, OE) è un partito politico armeno fondato nel 1998 di orientamento centrista.
Suoi impegni prioritari sono la creazione di un'economia di mercato, attenta ad evitare forti squilibri sociali, ed il rafforzamento il sistema democratico armeno. Alle elezioni parlamentari del 1999 ha ottenuto il 5,4% dei voti, eleggendo 6 deputati (4 nel proporzionale, 2 nel maggioritario), ponendosi all'opposizione di Blocco Unità, che aveva conquistato il 42% dei voti e 62 seggi.
Alle elezioni parlamentari del 2003 ha raccolto il 12,3% dei voti ed eletto 19 deputati su 131, entrando a far parte della coalizione di governo insieme al Partito Repubblicano d'Armenia, conservatori, ed alla Federazione Rivoluzionaria Armena, socialisti.
Alle elezioni parlamentari del 2007 ha ottenuto il 7%, perdendo ben 10 seggi e venendo superato dalla Federazione Rivoluzionaria Armena.
In occasione delle elezioni parlamentari del 2012 ha ottenuto il 5,5% e 5 seggi.